# Chenal de l'Ouest
Chenal de l'Ouest är en gren av Rivière Bell i Kanada.   Den ligger i provinsen Québec, i den sydöstra delen av landet, 400 km norr om huvudstaden Ottawa.